# Green Zone
Green Zone (română Zona verde) este un termen militar care se referă la zona cea mai sigură din Bagdad, Irak după invazia din 2003.